# Diocèse de Chambéry
Le diocèse de Chambéry est un ancien diocèse catholique, créé en 1779, situé en Savoie. Il comprenait une soixantaine de paroisses de la province de la Savoie Propre et quelques-unes de l'Albanais. Son siège se trouvait à Chambéry.
Créé en 1779, il est supprimé et recréé par la bulle Qui Christi Domini du pape Pie VII (novembre 1801). Il est érigé en archevêché en 1817. En 1966, il est uni æque principaliter aux diocèses de Maurienne et de Tarentaise pour former l'archidiocèse de Chambéry, Maurienne et Tarentaise, c'est-à-dire qu'il n'y a désormais plus qu'un seul évêque pour l'archidiocèse de Chambéry, le diocèse de Maurienne et le diocèse de Tarentaise. Les trois diocèses restent cependant indépendants.

## Histoire

### Jusqu'en 1779
Dès 546, l'église de Lémenc devient le siège religieux de la région chambérienne. Par ailleurs, par deux fois les souverains de Savoie tentent d'ériger la ville en siège d'un archevêché. Ainsi, le pape Léon X érige, par une bulle 21 mai 1515, l'église du Saint-Suaire, ou chapelle du château des ducs de Savoie, en église métropolitaine et Urbain de Miolans est nommé archevêque. Cependant, l'évêque de Grenoble s'y oppose, ainsi que le roi de France François Ier, contraignant le pape à renoncer.
C'est pourquoi au XVIIe siècle, le décanat de Chambéry (66 paroisses et 16 prieurés) dépendait de l'évêché de Grenoble situé en partie dans le royaume de France.

### 1779-1801
Le siège épiscopal est fondé en 1779. L'Église Saint-François-de-Sales devient à cette date une cathédrale.

### 1801-1966
En 1801, Chambéry sur trouvait sur le territoire de la République française. La bulle Qui Christi Domini, prise en exécution du Concordat de 1801, supprime et recrée le siège de Chambéry en lui assignant comme diocèse les deux départements du Mont-Blanc et du Léman, Genève, Annecy et le Pays de Gex compris, appelé diocèse de Chambéry et Genève. Il était suffragant de Lyon. L'évêque de Chambéry portait en outre le titre d'évêque de Genève.
En 1817-1823, la Savoie étant redevenue sous souveraineté savoisienne, le pape réorganise les circonscriptions religieuses :
- le diocèse d'Annecy est créé. Le diocèse de Chambéry est amputé d'une partie de son territoire, destinée à former le diocèse de ce nouveau siège.
- le diocèse de Chambéry est amputé du Pays de Gex, qui rejoint le diocèse de Belley.
- les paroisses du canton de Genève lui sont retirées, et attribuées au diocèse de Lausanne. L'archevêque de Chambéry perd alors le titre d'évêque de Genève.
- Chambéry est érigé en archevêché, avec pour suffragants les évêchés d'Annecy, d'Aoste. La province ecclésiastique de Chambéry est ainsi créée.

En 1825, il reçoit comme suffragants les nouveaux diocèses de Tarentaise et de Maurienne.
L'annexion de la Savoie à la France, en 1860, ne change pas le statut de l'archidiocèse de Chambéry. Aoste est transféré de province ecclésiastique au profit de Turin en 1862.

### De 1966 à nos jours
Le 26 avril 1966, une Ccnstitution apostolique de Paul VI unit les diocèses de Chambéry, de Tarentaise et de Maurienne en un unique diocèse de Chambéry, Maurienne et Tarentaise. Ce décret indique que les diocèses de Tarentaise et de Maurienne sont réunis aeque principaliter à l'archidiocèse de Chambéry « de telle sorte qu'il y ait un seul et même évêque à la tête des trois diocèses et qu'il soit en même temps Archevêque de Chambéry, Évêque de Maurienne et Évêque de Tarentaise ». Ce même jour est acceptée la démission de Louis-Marie de Bazelaire, archevêque de Chambéry. André Bontems, évêque de Maurienne, devient donc ipso facto archevêque de Chambéry et évêque de Tarentaise.
En 2002, la province ecclésiastique de Chambéry est supprimée. Les quatre diocèses deviennent membres de la province ecclésiastique de Lyon.